# Bài ca Xuất Hành
Bài ca Xuất Hành (tiếng Do Thái: שירת הים, Shirat Hayam, còn được gọi là Az Yashir Moshe) là một bài thơ xuất hiện trong Sách Xuất Hành của Kinh Thánh của Do Thái giáo (Cựu Ước của Kitô giáo) ở chương 15, câu 1-18 cho đến câu 20 và 21 (lời riêng của bà Miriam). Bài ca Xuất Hành là một trong những lời nổi tiếng nhất mà người Israel đã vang lên sau khi họ vượt qua Biển Sậy (được cho là Biển Đỏ ngày nay) một cách an toàn, để lại quân đội của Ai Cập đuổi theo sau nhưng bị nhấn chìm trong lòng biển.
Bài thơ này hiện được liệt kê trong sách cầu nguyện của người Do Thái, được đọc hàng ngày vào buổi cầu nguyện ban sáng. Ngày nay, bài thơ cũng có vị trí quan trọng trong phụng vụ Kitô giáo.

## Văn bản
א אָז יָשִׁיר-מֹשֶׁה וּבְנֵי יִשְׂרָאֵל אֶת-הַשִּׁירָה הַזֹּאת, לַיהוָה, וַיֹּאמְרוּ, {ר} לֵאמֹר: {ס} אָשִׁירָה לַיהוָה כִּי-גָאֹה גָּאָה, {ס} סוּס {ר} וְרֹכְבוֹ רָמָה בַיָּם. {ס} 	1 
Bấy giờ ông Mô-sê cùng với con cái Israel hát mừng ĐỨC CHÚA bài ca sau đây. Họ ca rằng: Tôi xin hát mừng CHÚA, Đấng cao cả uy hùng:
Kỵ binh cùng chiến mã, Người xô xuống đại dương..

ב עָזִּי וְזִמְרָת יָהּ, וַיְהִי-לִי {ר} לִישׁוּעָה; {ס} זֶה אֵלִי וְאַנְוֵהוּ, {ס} אֱלֹהֵי {ר} אָבִי וַאֲרֹמְמֶנְהוּ. {ס} 	2 
CHÚA là sức mạnh tôi, là Đấng tôi ca ngợi, chính Người cứu độ tôi. Người là Chúa tôi thờ, xin dâng lời vinh chúc, Người là Chúa tổ tiên, xin mừng câu tán tụng.

ג יְהוָה, אִישׁ מִלְחָמָה; יְהוָה, {ר} שְׁמוֹ. {ס} 	3 
Người là trang chiến binh, danh Người là ĐỨC CHÚA!

ד מַרְכְּבֹת פַּרְעֹה וְחֵילוֹ, יָרָה בַיָּם; {ס} וּמִבְחַר {ר} שָׁלִשָׁיו, טֻבְּעוּ בְיַם-סוּף. {ס} 	4 
Xa mã Pha-ra-ô, Người xô xuống lòng biển, tướng dũng với binh hùng chết chìm trong Biển Sậy.

ה תְּהֹמֹת, יְכַסְיֻמוּ; יָרְדוּ בִמְצוֹלֹת, כְּמוֹ {ר} אָבֶן. {ס} 	5 
Vực thẳm vùi lấp chúng, chúng chìm xuống nước sâu chẳng khác nào hòn đá.

ו יְמִינְךָ יְהוָה, נֶאְדָּרִי בַּכֹּחַ; {ס} יְמִינְךָ {ר} יְהוָה, תִּרְעַץ אוֹיֵב. {ס} 	6 
Lạy CHÚA, tay hữu Ngài đã biểu dương sức mạnh. Tay hữu Ngài, lạy CHÚA, đã nghiền nát địch quân.

ז וּבְרֹב גְּאוֹנְךָ, תַּהֲרֹס {ר} קָמֶיךָ; {ס} תְּשַׁלַּח, חֲרֹנְךָ—יֹאכְלֵמוֹ, כַּקַּשׁ. {ס} 	7 
Lấy dũng lực oai hùng, Chúa quật ngã đối phương; Ngài nổi cơn thịnh nộ, thiêu chúng cháy như rơm.

ח וּבְרוּחַ {ר} אַפֶּיךָ נֶעֶרְמוּ מַיִם, {ס} נִצְּבוּ כְמוֹ-נֵד {ר} נֹזְלִים; {ס} קָפְאוּ תְהֹמֹת, בְּלֶב-יָם. {ס} 	8 
Nộ khí Ngài, lạy Chúa, đã khiến nước dâng lên, sóng trùng dương dồn lại dựng đứng như tường thành; giữa lòng biển thẳm sâu, nước bỗng đâu ngừng chảy.

ט אָמַר {ר} אוֹיֵב אֶרְדֹּף אַשִּׂיג, {ס} אֲחַלֵּק שָׁלָל; תִּמְלָאֵמוֹ {ר} נַפְשִׁי-- {ס} אָרִיק חַרְבִּי, תּוֹרִישֵׁמוֹ יָדִי. {ס} 	9 
Địch quân tự nhủ rằng: Ta đuổi theo bắt lấy, chiến lợi phẩm đem chia, mới no lòng thoả dạ; ta tuốt lưỡi gươm trần, cứ thẳng tay tiêu diệt.

י נָשַׁפְתָּ {ר} בְרוּחֲךָ, כִּסָּמוֹ יָם; {ס} צָלְלוּ, כַּעוֹפֶרֶת, בְּמַיִם, {ר} אַדִּירִים. {ס} 	10 
Ngài hà hơi nổi gió, biển vùi lấp chúng đi, chìm lỉm tựa như chì giữa nước sâu cuồn cuộn.

יא מִי-כָמֹכָה בָּאֵלִם יְהוָה, {ס} מִי {ר} כָּמֹכָה נֶאְדָּר בַּקֹּדֶשׁ; {ס} נוֹרָא תְהִלֹּת, עֹשֵׂה {ר} פֶלֶא. {ס} 	11 
Ai trong bậc thần minh được như Ngài, lạy CHÚA? Ai sánh được như Ngài, Đấng rạng ngời thánh thiện, lập chiến công khủng khiếp, làm nên việc diệu kỳ?

יב נָטִיתָ, יְמִינְךָ—תִּבְלָעֵמוֹ, אָרֶץ. {ס} 	12 
Tay hữu Ngài giơ lên, đất rẽ ra nuốt chúng.

יג נָחִיתָ {ר} בְחַסְדְּךָ, עַם-זוּ גָּאָלְתָּ; {ס} נֵהַלְתָּ בְעָזְּךָ, אֶל-נְוֵה {ר} קָדְשֶׁךָ. {ס} 	13 
Còn dân đã chuộc về, Ngài yêu thương dìu dắt, lấy quyền lực dẫn đưa tới đất thiêng Ngài ngự.

יד שָׁמְעוּ עַמִּים, יִרְגָּזוּן; {ס} חִיל {ר} אָחַז, יֹשְׁבֵי פְּלָשֶׁת. {ס} 	14 
Khi vừa nghe tin đó, chư dân run lẩy bẩy; người xứ Phi-li-tinh phải đớn đau quằn quại.

טו אָז נִבְהֲלוּ, אַלּוּפֵי {ר} אֱדוֹם-- {ס} אֵילֵי מוֹאָב, יֹאחֲזֵמוֹ רָעַד; {ס} נָמֹגוּ, {ר} כֹּל יֹשְׁבֵי כְנָעַן. {ס} 	15 
Bấy giờ tại Ê-đôm, các thủ lĩnh kinh hoàng, và quan quyền Mô-áp đều sợ hãi khiếp run, người xứ Ca-na-an phải rụng rời hốt hoảng.

טז תִּפֹּל עֲלֵיהֶם אֵימָתָה {ר} וָפַחַד, {ס} בִּגְדֹל זְרוֹעֲךָ יִדְּמוּ כָּאָבֶן: {ס} עַד {ר} יַעֲבֹר עַמְּךָ יְהוָה, {ס} עַד-יַעֲבֹר עַם-זוּ {ר} קָנִיתָ. {ס} 	16 
Kinh hoàng và sợ hãi ập xuống trên đầu họ. Cánh tay hùng mạnh Ngài làm chúng đờ như đá, bao lâu dân của Ngài vẫn còn đang qua biển, lạy CHÚA chúng con thờ, bao lâu dân Ngài tậu vẫn còn đang qua biển.

יז תְּבִאֵמוֹ, וְתִטָּעֵמוֹ בְּהַר נַחֲלָתְךָ-- {ס} מָכוֹן {ר} לְשִׁבְתְּךָ פָּעַלְתָּ, יְהוָה; {ס} מִקְּדָשׁ, אֲדֹנָי כּוֹנְנוּ {ר} יָדֶיךָ. {ס} 	17 
gài cho dân tiến vào, định cư họ trên núi, núi gia nghiệp của Ngài. Lạy CHÚA, chính nơi đây Ngài chọn làm chỗ ở, đây cũng là đền thánh tự tay Ngài lập nên.

יח יְהוָה יִמְלֹךְ, לְעֹלָם וָעֶד. {ס} 	18 CHÚA là vua hiển trị đến muôn thuở muôn đời. 